# Швидкісна дорога S8 (Польща)
Швидкісна  дорога S8, Траса ім. Героїв Варшавської битви 1920 — швидкісна дорога в Польщі з цільовою довжиною 642,3 км. Зрештою, вона з’єднає Клодзько з центральною Польщею та Білостоком і є важливою частиною національної дороги 8. З’єднує агломерації Вроцлава, Лодзі, Варшави та Білостока. Маршрут на ділянці Клодзко — Острув-Мазовецька є польською частиною маршруту E67, а ділянка Варшава — Острув-Мазовецька є польською частиною маршруту Via Baltica. Маршрут S8 також є частиною Експрес-об'їздної Варшави.
Дорога повністю відкрита для руху на ділянці Вроцлав – Білосток. Ділянку Клодзько — Вроцлав планується завершити не раніше 2026 року. За даними Генеральної дирекції національних доріг і автомагістралей, дорога має закінчуватися на польсько-чеському кордоні в Бобошуві, хоча це не відображено в постанові про створення мережі автомагістралей і швидкісних доріг. Крім того, завдяки угоді з урядом Чехії щодо маршруту швидкісної магістралі S3 та автомагістралі D11 у Чехії не планується будівництво автомагістралі в районі Бобошува та Дольні Липки, тобто нинішні прикордонні міста на національних дорогах, що пролягають там.

## Подальший розвиток
У майбутньому планується продовжити S8 до Клодзко. Дорога матиме 2 смуги по всій довжині. 8 вересня 2018 року було підписано контракт на розробку техніко-економічного та екологічного дослідження для будівництва S8 до Клодзко. Введення в експлуатацію заплановано не раніше 2026 року.